# سيدريك ليدل
سيدريك ليدل هو مجدف كندي، ولد في 11 يونيو 1913 في Clinton, Ontario ‏ في كندا، وتوفي في 4 يونيو 1981 في Walkerton, Ontario ‏ في كندا.

## وصلات خارجية
- سيدريك ليدل على موقع الاتحاد الدولي للتجديف (الإنجليزية)
- سيدريك ليدل على موقع اللجنة الأولمبية الدولية (الإنجليزية)
- سيدريك ليدل على موقع أوليمبيديا (الإنجليزية)